# Wet
WET er et spil under udvikling af A2M, og støttet af Sierra Entertainment. Spillet er planlagt at udkomme til PlayStation 3 og Xbox 360. Det er et actionspil med en kvindelig heltinde, ved navn Rubi. Da spillet blev annonceret, blev hun hurtigt sammenlignet med Lara Croft og vampyren Rayne fra BloodRayne.
Activision Blizzard annoncerede den 29. juli 2008 at WET var blevet droppet. Men ifølge A2M, var WET kommet så langt hen i udviklingen at projektet ikke er blevet droppet helt.